# 8788 Labeyrie
8788 Labeyrie è un asteroide della fascia principale. Scoperto nel 1978, presenta un'orbita caratterizzata da un semiasse maggiore pari a 2,3620625 au e da un'eccentricità di 0,1798450, inclinata di 1,89092° rispetto all'eclittica.
L'asteroide è dedicato agli astronomi francesi Catherine e Antoine Labeyrie.